# Charles Fenton Collier
Charles Fenton Collier (* 27. September 1827 in Petersburg, Virginia; † 29. Juni 1899 ebenda) war ein US-amerikanischer Jurist, Politiker und Offizier. Er gehörte der Demokratischen Partei an.

## Werdegang
Charles Fenton Collier, Sohn von Mary A. und R.R. Collier, wurde 1827 in Petersburg geboren. Über seine Jugendjahre ist nichts bekannt. Zwischen 1844 und 1845 besuchte er das Washington College in Lexington und die University of Virginia in Charlottesville (Albemarle County). An der Harvard Law School studierte er Jura. Während seiner Studienzeit besuchte er die Vorlesungen von Simon Greenleaf (1783–1853), William Kent (1802–1861) und Edward Everett (1794–1865). Nach dem Erhalt seiner Zulassung als Anwalt praktizierte er in Petersburg mit seinem Vater. Er wurde ein wohlhabender Farmer im Prince George County und heiratete Arabella E. Gee (1830–1890).
Zwischen 1852 und 1854 saß er im Abgeordnetenhaus von Virginia. Mitte der 1850er Jahre wurde er zum Major in der Miliz von Virginia ernannt. Zwischen 1859 und 1862 saß er wieder im Abgeordnetenhaus. Er sprach sich gegen die Sezession seines Heimatstaates aus, stimmte aber mit der Mehrheit für diese. Nach dem Ausbruch des Bürgerkrieges diente er in der Miliz von Virginia unter General Walter Gwynn (1802–1882), welcher ihn zum Lieutenant Colonel und Assistant Attorney General in seinem Stab ernannte. Vor dem 26. April 1861 muss er zum Colonel und Aide-de-camp aufgestiegen sein, da er in einer Mitteilung aus Norfolk an General Robert Edward Lee (1807–1870) so unterschrieb. Collier unterbrach seinen Militärdienst für zwei Jahre, als er in einer Nachwahl in den ersten Konföderiertenkongress gewählt wurde, um dort die Vakanz zu füllen, welche durch den Rücktritt von Roger Atkinson Pryor (1828–1919) am 5. April 1862 entstand. Er nahm seinen Posten am 18. August 1862 ein. Während seiner Kongresszeit saß er in dem Committee on Commerce, in dem War Tax Committee und in dem Committee on Naval Affairs. Als früher Unterstützer von Jefferson Davis (1808–1889) respektierte er die Executive, behauptete aber später, dass der Kongress bei mehr Entscheidungen beteiligt werden sollte. Er unterstützte das Wehrpflichtgesetz von 1862, setzte sich aber später dafür ein, mehr Männer für den unverzichtbaren Dienst zuhause zu entbinden. Am 22. Januar 1864 unterzeichnete er eine gemeinsame Resolution, vom Kongress an die Leute der Konföderierten Staaten, vermerkte ihren geleisteten Dienst und bat um ihre Unterstützung. Unter den Unterzeichner waren folgende Harvard-Absolventen: Robert Woodward Barnwell (1801–1882), Walter Preston (1819–1867), Jabez Lamar Monroe Curry (1825–1903), Julian Hartridge (1829–1879), Thomas Jenkins Semmes (1824–1899) und William Dunlap Simpson (1823–1890). Bei seiner Wiederwahl 1863 erlitt er eine Niederlage gegenüber Thomas Saunders Gholson (1808–1868). Nach dem Ende seiner Amtszeit verpflichtete sich Collier als Private in der Kompanie A (Petersburg Reserves) im 3. Bataillon der Virginia Reserves unter Colonel Fletcher Harris Archer (1817–1902). Er diente dort zwischen Mai und Juni 1864. In seinem Nachruf in der Richmond Times steht folgendes: Zusammen mit Colonel Archer nahm er bei der Verteidigung von Petersburg teil, am 9. Juni am Gefecht an der River's Farm und am 16. Juni 1864 am Gefecht an der Avrey's Farm. Infolge seiner Leistungen beförderte ihn Colonel Archer auf dem Schlachtfeld zum Brevet-Adjutant. Kurz vor dem Ende des Bürgerkrieges, am 3. April 1865, saß er in einem Ausschuss, welcher durch das Common Council of Petersburg bevollmächtigt wurde die Stadt zu übergeben und um Schutz zu erbitten. Collier beschrieb die Übergabe 1893 folgendermaßen: Bei Tagesanbruch überquerte er mit dem Bürgermeister W.W. Townes die konföderierten Feldschanzen und die Unionswerke, welche Petersburg umgaben. Mit einer Parlamentärflagge, die aus einem weißen Taschentuch auf einem Wanderstock befestigt war, trafen sie auf ein gewaltiges Heer von Unionssoldaten, welches sogleich einen solchen Siegesschrei von sich gab, dass sich der Boden unter ihnen erschütterte. Zurück in der Stadt mit den Siegern unterzeichnete er und Bürgermeister Townes das Kapitulationsschreiben an Generalmajor Ulysses S. Grant (1822–1885).
Nach dem Collier 1866 zum Bürgermeister von Petersburg gewählt wurde, enthob ihn die Militärregierung 1868 dieses Amtes. Vier Jahre später war er Präsident der RR Company in Petersburg und praktizierte dort auch als Anwalt. 1888 wurde er erneut zum Bürgermeister von Petersburg gewählt – ein Posten, den er fünf Amtszeiten bekleidete. Collier heiratete seine zweite Ehefrau Mary Epes Jones. Er war ein leitender Angestellter in der presbyterianischen Kirche. Nach einer langen schmerzhaften Krankheit beging Collier am 29. Juni 1899 in Petersburg Selbstmord und wurde dann dort bei der Blandford Church beigesetzt.